# 2009年落馬洲車禍

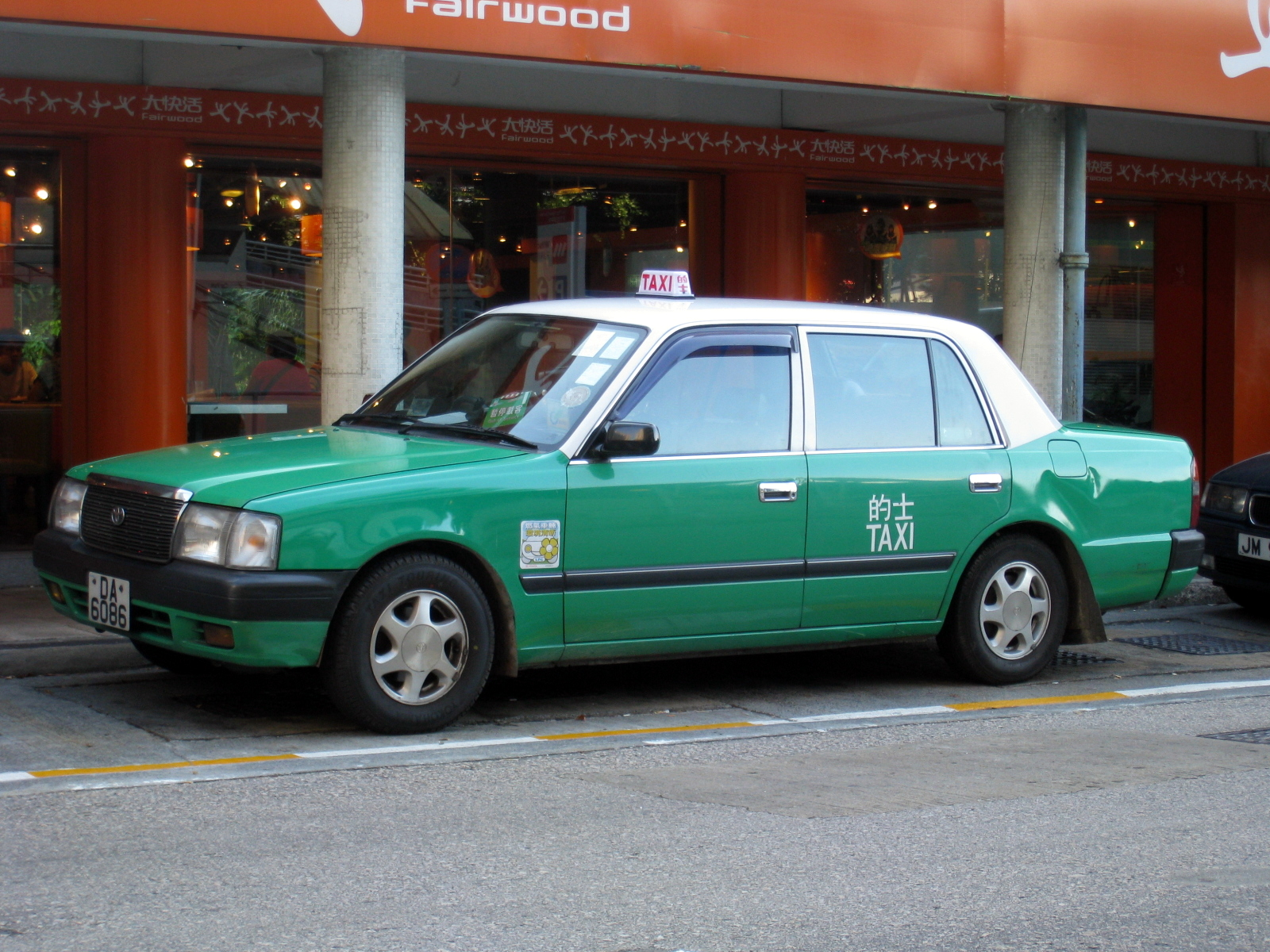
事件中的同款新界的士，車身為綠色，故又普遍被稱作「綠色的士」

2009年落馬洲車禍，是一宗發生於2009年1月23日農曆年廿八在香港新界落馬洲發生的嚴重交通意外。事件涉及一輛貨車與一輛新界的士迎頭相撞，造成的士上6人當場死亡。

## 經過
當日上午，5名紮鐵工人於落馬洲一起乘坐新界的士，前往懲教署轄下的羅湖懲教所建築地盤上班。7時10分，當的士駛至青山公路洲頭段時，一輛反方向行駛的16噸貨車疑因左搖右擺並越過對面行車線，與的士迎頭相撞，之後貨車並沒有減速，再騎上的士車頂，壓毀的士，然後推行的士約50米，的士撞及鐵欄剷上行人路掉頭停下；貨車則撞到大樹後向左翻側。
消防員到場後，須將的士車頂爆破，救出的士司機及車內5名乘客的遺體，受輕傷的貨車司機則自行爬出車外，於接受酒精測試時驗出體內酒精含量超標，警方以危險駕駛導致他人死亡及醉酒駕駛的罪名，把他拘捕。
時任行政長官曾蔭權、運輸及房屋局局長鄭汝樺、職工盟立法會議員李卓人等到場視察及慰問死者家屬（因當中遇難者為職工盟紥鐵團結工會理事），有家屬激動下跪要求曾蔭權嚴懲醉酒司機，政府則考慮修例增加酒後駕駛的刑罰。

## 裁決
2009年2月23日，41歲的貨車司機羅少權在粉嶺裁判法院提堂，被控危險駕駛導致他人死亡罪名。案情透露被告在車禍後即場進行的酒精呼氣測試達93度，比法定限制的22度超出4倍。其後於醫院接受血液酒精測試時則達到153度，較法定限制的50度超標約3倍。被告獲准以5萬元繼續保釋。其後控方改為控以六項誤殺罪，另加六項交替性危險駕駛導致他人死亡控罪，以顯示案件的嚴重性。
2009年12月3日，羅少權在香港高等法院承認6項誤殺罪名，判囚6年，駕駛執照被吊銷，刑滿後可以再考牌。案中死者家屬對判決感到不滿。法官韋毅志表示根據死亡人數按比例加長刑期並不合理，法庭主要考慮被告行為的鹵莽程度，而他亦指出就本案的案情而言，以危險駕駛引致他人死亡或誤殺罪來量刑並沒有分別。
律政司不滿原判刑期過輕，提出上訴，要求加刑。2011年1月12日，上訴法院拒絕律政司對被告的加刑要求，即維持監禁6年，但定下8年停牌期。上訴庭副庭長司徒敬法官推翻原審法官認為危險駕駛引致他人死亡或誤殺罪的量刑準則相同的說法，並指出本案的合理監禁年期應為9年，但由於原審法官曾向被告表示以危險駕駛引致他人死亡或誤殺罪來量刑並沒有分別，而主控官也沒有更正，被告在受到誤導的情況下才承認誤殺罪，如果加刑則對被告與其家屬不公平，所以維持監禁6年的判刑。
而及後於2011道路交通條例的修正案（2011年第24號第6條）中，法院被賦予了可對危險駕駛引致他人死亡者終身停牌的權力。

## 類似事故
- 東名高速酒後駕駛事故